# Бокан ле Жен
Бокан ле Жен (фр. Beaucamps-le-Jeune) насеље је и општина у североисточној Француској у региону Пикардија, у департману Сома која припада префектури Амјен.
По подацима из 2011. године у општини је живело 200 становника, а густина насељености је износила 29,76 становника/km². Општина се простире на површини од 6,72 km². Налази се на средњој надморској висини од 220 метара (максималној 211 m, а минималној 155 m).

## Демографија
| 1962. | 1968. | 1975. | 1982. | 1990. | 1999. | 2011. |
| ----- | ----- | ----- | ----- | ----- | ----- | ----- |
| 207   | 214   | 203   | 177   | 193   | 187   | 200   |

График промене броја становника у току последњих година